# Anna von Singapur
Anna von Singapur (Originaltitel: Laughing Anne) ist ein US-amerikanisch-britisches Filmdrama aus dem Jahr 1953 von Herbert Wilcox mit Wendell Corey und Margaret Lockwood in den Hauptrollen. Das Drehbuch basiert auf dem Bühnenstück Laughing Anne von Joseph Conrad, das seinerseits auf der Kurzgeschichte Because of the Dollars basiert.

## Handlung
Während er mit Freunden in einem sonnigen Straßencafé in einem Küstendorf an der Javasee Zeit verbringt, erzählt der polnische Seemann Joseph Conrad eine Geschichte über einen guten Mann, der oft lächelte, und eine temperamentvolle Frau, die für ihr besonderes Lachen bekannt war.
In den 1880er Jahren verlässt Susan, die das Meer hassende Frau von Kapitän Davidson, in einem Hafen an der Javaküste ihren Mann, als ihr schließlich klar wird, dass er nie mit ihrem Vater Geschäfte machen wird. Bevor er um Mitternacht zu einer zweimonatigen Reise aufbricht, geht Davidson betrunken in das Dorf. In Farrell's Bar begegnet er der Sängerin Laughing Anne, die auf einem Schiff in der Nähe von Martinique geboren wurde und heute für ihre schönen Lieder und ihr schmetterndes Lachen bekannt ist. Als jedoch ihr Geliebter Jem Farrell den Raum betritt, verstummt ihr Lachen, während sie seine Missgunst und sein aufbrausendes Temperament erträgt. Als Davidson Jems Beleidigungen sieht, will er mit ihm kämpfen, erkennt dann aber, dass Jems Hände abgetrennt wurden. Davidson sagt Anne, sie solle weiter lachen und überlässt sie einander. Dann segelt er wie geplant mit seinem Kumpel Nobby Clark und dem Matrosen Charlie auf dem Handelsschoner los, der nach seiner Frau benannt ist. 
Kurz nach Reisebeginn wird Anne als blinde Passagierin auf dem Schiff entdeckt. Anne bietet an, ihre Überfahrt zu bezahlen, und erklärt, sie sei auf der Flucht vor Jem. Da das Schiff nicht mehr umkehren kann, fordert der verärgerte Davidson Nobby auf, sie arbeiten zu lassen. Bald hat sie ihre Theaterschminke abgewaschen und ist mit Nobby befreundet, der ihr das Kochen beibringt. Als das Schiff während eines Sturms einen Motorschaden erleidet, wird Anne beim Versuch zu helfen verletzt. Während ihrer Genesung lässt Davidson, der ihre Anwesenheit jetzt genießt, sie an Deck die Seeluft genießen. Sie gibt zu, dass sie das Meer liebt, und er gibt zu, dass er niemanden liebt, aber glaubt, dass seine Ehe ein unzerbrechliches Gelübde vor Gott ist. Auf einer javanischen Insel machen sie ein Picknick und Anne erzählt Davidson von Jems Vergangenheit, bevor er verbittert und wütend wurde.
Vor Jahren waren Anne und Jem in Paris ein mondänes Paar. Sie war Sängerin in einem eleganten Etablissement und er ein berühmter Boxer, der kurz davor stand, an einem großen Preiskampf teilzunehmen, der, wenn er ihn gewinnt, zu einem Weltklassekampf gegen den berühmten James L. Sullivan führen würde. Eines Abends, nach Annes Show, kam ein Mann auf Jem zu und bot ihm ein Vermögen, wenn er den Kampf verliert. Auf Annes Drängen hin lehnte Jem ab und gewann später den Kampf. Danach wurde er von Gangstern aus der Unterwelt angegriffen und so schwer verletzt, dass er nie wieder kämpfen konnte. Nun ist Jem ein verbitterter Mann und verdient seinen Lebensunterhalt, so gut er kann, und missachtet Gesetz oder Ehre. 
Zurück auf dem Schiff feiert Anne Weihnachten mit Davidson und der Mannschaft, wohl wissend, dass sie am nächsten Tag in Singapur anlegen und sich verabschieden werden. Davidson, der sich in Anne verliebt hat, macht ihr einen Heiratsantrag und sie verbringen die Nacht zusammen. Anne überlegt jedoch, dass es Davidson letztlich schaden würde, bei ihm zu bleiben. Sie schleicht sich also davon und kehrt schließlich zu Jem zurück, der sie ihrer Meinung nach braucht. 
Sechs Jahre später, nachdem die Regierung angeordnet hat, alte Dollar gegen neue Münzen einzutauschen, hat Davidson, der von Susan geschieden ist, die Aufgabe, das Geld in abgelegenen Dörfern umzutauschen. In einer Siedlung begegnet er Anne erneut, die durch Armut und Missbrauch stark gealtert ist, aber jetzt einen fünfjährigen Sohn namens Davy hat. Davidson ist immer noch verliebt und glaubt, dass Davy sein Sohn ist. Er überredet Anne, mit ihm wegzugehen. In der Zwischenzeit plant Jem, das Schiff zu überfallen und seine Ladung auszurauben, aber Anne warnt Davidson und arrangiert, ihm mit ihrem Lachen ein Zeichen zu geben, wenn Jem sich auf den Weg zu seinem Schiff macht. Charlie und Nobby werden jedoch durch einen falschen Hilferuf von Jems Kumpanen weggelockt. Nachdem sie Davidson ein Zeichen gegeben hat, nimmt Anne eine Abkürzung zum Schiff und geht an Bord, bevor Jem eintrifft. Jem und Davidson kämpfen, aber nachdem er Davidson niedergeschlagen hat, entdeckt Jem Anne und jagt sie durch den Dschungel. Nachdem er wieder zu Bewusstsein gekommen ist, holt Davidson Jem ein und erschießt ihn, Sekunden nachdem dieser Anne für ihren Verrat niedergeschlagen hat. Bevor sie in Davidsons Armen stirbt, gesteht Anne, dass Davy nicht wirklich sein Sohn ist. 
Conrad beendet die Geschichte des lächelnden Davidson und der lachenden Anne und erzählt seinen Café-Zuhörern, dass Davidson das Kind adoptiert und ihm die Gepflogenheiten des Meeres beigebracht hat und dass der Klang des lauten Lachens des jungen Mannes die Erinnerung an die Frau, die Davidson liebte, wach hielt.

## Hintergrund
Gedreht wurde der Film von Mitte Dezember 1952 bis Mitte Februar 1953.
Der Film, der auf Conrads Theaterstück basiert, war der erste von drei Filmen, die im Rahmen eines Produktions- und Vertriebspakts zwischen dem Präsidenten der Republic Pictures, Herbert Yates, und dem britischen Produzenten Herbert Wilcox und der Schauspielerin Anna Neagle von Wilcox-Neagle Productions fertiggestellt wurden. In einer Pressemeldung vom Mai 1952 wurde ihre Entscheidung bekannt gegeben, in London eine Reihe von Farbfilmen mit britischen und amerikanischen Besetzungen gemeinsam zu produzieren. Obwohl in der Meldung berichtet wurde, dass für den ersten Film, in dem Neagle und John Wayne die Hauptrollen spielen würden, eine Original-Drehbuchgeschichte geschrieben wurde und dass eine Adaption von Daphne du Mauriers The King’s General (dt. Titel Des Königs General) folgen würde, wurde Laughing Anne zuerst gedreht. 
Die Innenszenen wurden in den Shepperton Studios bei London gedreht. Laut einem Nachrichtenartikel vom November 1953 beschuldigte der Kolumnist John Harvey von der britischen Publikation Reynolds News Joseph Breen, den Leiter der Motion Picture Association of America (MPAA), der Voreingenommenheit gegen die Vorführung britischer Filme in den USA. Als Beweis führte Harvey an, dass die MPAA den „schockierenden“, in Amerika produzierten Film Das Kabinett des Professor Bondi unverändert genehmigte, jedoch mehrere Kürzungen bei Laughing Anne verlangte.
Elizabeth Haffenden war für das Kostümbild zuständig. Verantwortliche Toningenieure waren Peter Handford und Red Law. John Brabourne arbeitete als Produktionsleiter, Austin Dempster als Kameraführer. Reginald Beck überwachte die Schnittfassung. 

## Musik
Folgende Songs wurden im Film gespielt:
- I've Fallen in Deep Water von Ted Grouya und Geoffrey Parsons
- All the World Is Mine on Sunday von Pierre Roche und Geoffrey Parsoms

## Veröffentlichung
Die Premiere des Films fand in den USA am 1. Juli 1953, im Vereinigten Königreich am 8. September 1953 in London statt. In der Bundesrepublik Deutschland kam er am 18. Juni 1954 in die Kinos, in Österreich im August 1954.

## Kritiken
Howard Thompson von der The New York Times befand, die lockere Regie und eine glanzlose Adaption von Pamela Bower komprimieren die Geschichte zu einer schleppenden Wiederholung von vereitelter Liebe, Opferbereitschaft und Gaunerei. In der farblosesten Besetzung sei Mr. Corey ruhig und wirkungsvoll, Miss Lockwood schwanke zwischen schreckhaft und grimmig, und Mr. Forrest starre oder knurre. Als Seemann kümmere sich Ronald Shiner um den Humor.
Reg Whitley bezeichnete den Film im Daily Mirror als romantisches Melodram, in dem Margaret Lockwood als Nachtclubsängerin in Paris und an der Küste Javas eine wunderbare Show abliefere.
Penelope Houston schrieb in der Zeitschrift The Spectator hingegen, dass eine unerklärliche Lethargie schon bald das Geschehen überkomme. Der Film fasziniere ganz und gar nicht.
Derek Winnert schrieb, es handele sich um einen Film mit bescheidenem Budget, nicht allzu geschickt inszeniert und ohne die Gefühle und Spannung, die Conrads Arbeit auszeichnen, hier adaptiert von Pamela Wilcox Bower, der Stieftochter von Anna Neagle. Allerdings seien Max Greenes Technicolor-Fotografie und Lockwoods Darstellung ansprechend und retten den Film.
Das Lexikon des internationalen Films schrieb: „Kolportagereißer, der einen Roman von Joseph Conrad mißbraucht.“